# Naqa
Naqa (in arabo مرواه‎?, an-Naqʿa) è un'antica città del regno di Kush, nel moderno Sudan. Il sito si trova a circa 170 km da Khartoum e a circa 50 km ad est del fiume Nilo.
Naqa è uno dei più grandi siti in rovina del paese. Era uno dei centri del Regno di Meroe,  che fungeva da ponte tra il mondo mediterraneo e l'Africa. Il sito ha due templi notevoli, uno dedicato ad Amun e l'altro ad Apedemak che ha anche un chiosco romano nelle vicinanze. Insieme a Meroe e Musawwarat es-Sufra è conosciuta come l'isola di Meroe, ed è stata inserita nella lista del patrimonio dell'umanità dell'UNESCO nel 2011.

## Ricerca

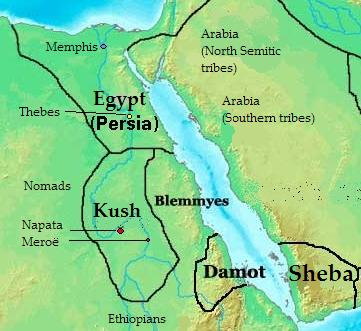
Ubicazione del Regno di Kush, 4° secolo BC

I primi viaggiatori europei raggiunsero Naqa nel 1822, prima di Hermann von Pücteokler-Muskau nel 1837. Nel 1843 fu visitata da Richard Lepsius e dalla sua spedizione prussiana in Egitto-Sudan. Ha copiato alcune delle iscrizioni e delle rappresentazioni del tempio che si trova qui. Nel 1958 un team dell'Università Humboldt di Berlino visitò Naqa, documentò il tempio e restaurò parte del sito insieme al vicino sito di Musawwarat es-Sufra negli anni '60.
Dal 1995, Naqa è stata scavata da un team tedesco-polacco con la partecipazione del Museo Egizio di Berlino e della Fondazione Prussiana per il Patrimonio Culturale. È diretto dal professor Dietrich Wildung ed è finanziato dalla Fondazione tedesca per la ricerca (Deutsche Forschungsgemeinschaft); comprende anche l'archeologo polacco Lech Krzyżaniak e un piccolo gruppo di archeologi polacchi di Poznań. Krzyżaniak ha poi ricevuto il titolo di Grande Ufficiale dell'Ordine dei Due Nili nel 2002 per il suo lavoro.

## Descrizione
Naqa comprende diversi templi meroitici risalenti al IV secolo a.C. e al IV secolo d.C. Sono stati trovati i resti di vari templi, ma i due templi più grandi e significativi di Naqa sono i templi di Amun e Apedemak, noti anche come il Tempio del Leone. Entrambi sono ancora ben conservati.

### Tempio di Amun

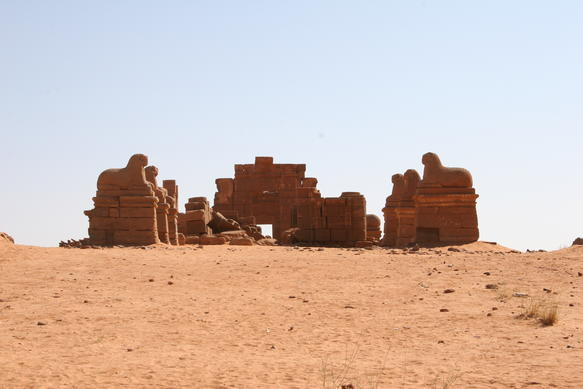
Il tempio di Amun, 4° secolo a.C.

Il tempio di Amun di Naqa fu fondato da re Natakamani, è lungo 100 metri ed al suo interno ha diverse statue del sovrano. Il tempio è allineato su un asse est-ovest ed è realizzato in arenaria, che è stata in qualche modo erosa dal vento. Il tempio è progettato in stile egizio, con un cortile esterno e un colonnato di arieti simile al Tempio di Amun a Jebel Barkal e Karnak, e conduce a una sala ipostila contenente il santuario interno (naos). Gli ingressi principali e le pareti del tempio contengono incisioni in rilievo.

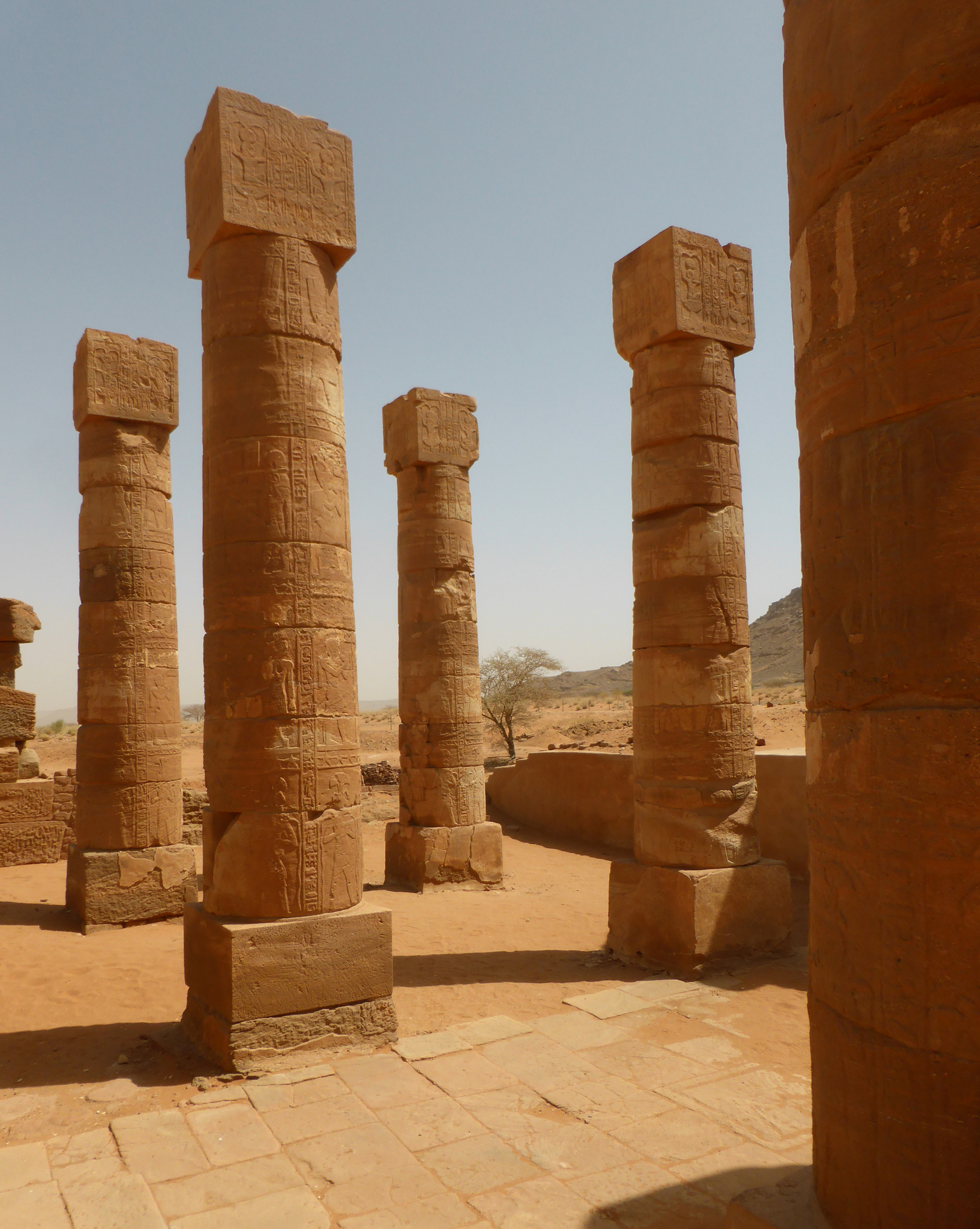
Colonne del tempio di Amun

Nel 1999 il team di archeologi tedesco-polacchi ha esplorato l'area del santuario interno del tempio. Il rovescio e i lati della stele contengono geroglifici meroitici indecifrati ed è considerato dal team di scoperta uno dei migliori esempi di arte meroitica trovati fino ad oggi. Dopo lo scavo, la ricostruzione e la misurazione del tempio di Amun durato oltre un decennio, il 1° dicembre 2006 le autorità sudanesi hanno ripreso la gestione, affidando la responsabilità al Ministero della Cultura.
Un altro tempio di Amun chiamato Naqa 200 e situato sul pendio del vicino Gebel Naqa, la montagna che domina l'insediamento di Naqa, è stato scavato dal 2004. Fu costruito da Amanikhareqerem, è simile al Tempio di Natakamani ed è datato al II o III secolo d.C., anche se alcuni reperti non corrispondono alla datazione precisa.

### Tempio di Apedemak

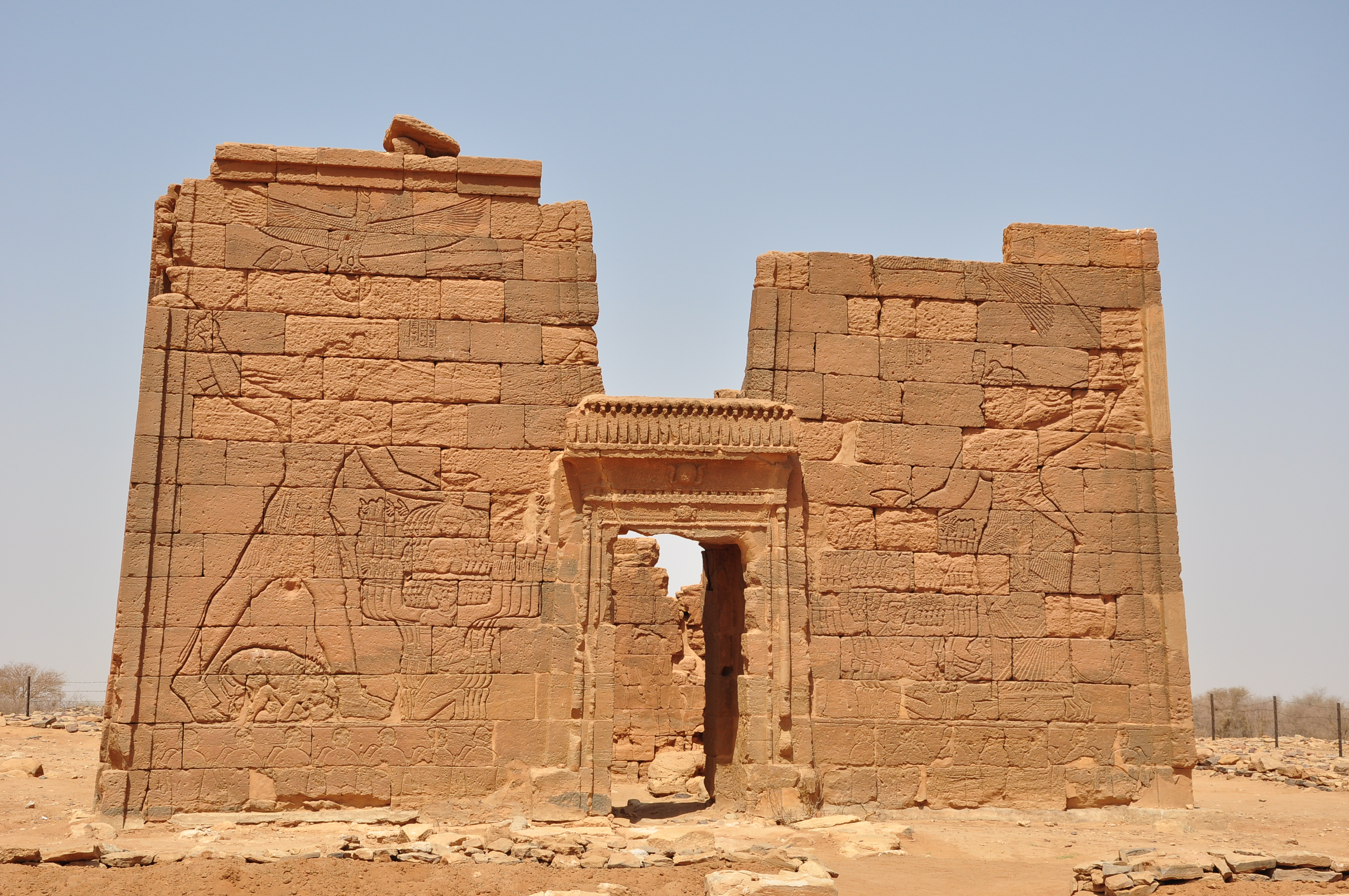
Piloni raffiguranti il re Natakamani e la regina Amanitore che colpiscono i nemici. La regina impugna una spada, il re un'ascia

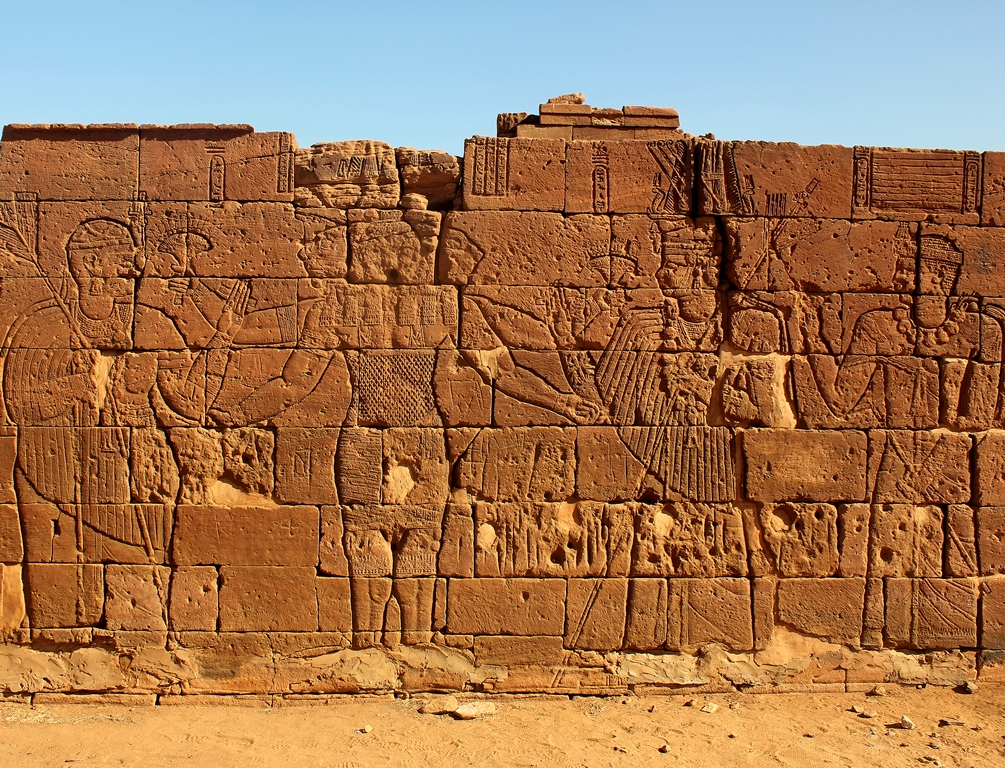
Apedemak con tre teste e quattro braccia

Ad ovest del tempio di Amun si trova il tempio di Apedemak. Apedemak era un dio-guerriero dalla testa di leone venerato in Nubia. Il dio era considerato come il protettore del sonno sacro dei re e dei loro familiari. Si diceva che chiunque avesse toccato la tomba del capo, sarebbe stato perseguito da questo dio.
Il tempio è considerato un classico esempio di architettura kushita. La parte anteriore del tempio è un ampio portale e raffigura Natakamani e Amanitore a sinistra e a destra che esercitano il potere divino sui loro prigionieri, simbolicamente con i leoni ai loro piedi. Non è chiaro chi siano esattamente i prigionieri, anche se i documenti storici hanno rivelato che i kushiti si scontravano frequentemente con i clan invasori del deserto. Verso i bordi si trovano pregevoli rappresentazioni di Apedemak che è rappresentato da un serpente che emerge da un fiore di loto. Ai lati del tempio sono raffigurati gli dei Amun, Horus e Apedemak che fanno compagnia alla presenza del re. Sulla parete posteriore del tempio c'è la più grande raffigurazione del dio leone, ed è illustrato mentre riceve l'offerta dal re e dalla regina. È raffigurato come un dio a tre teste con quattro braccia.
La parte anteriore nord mostra le dee Iside, Mut, Hathor, Amesemi e Satet.

### Chiostro romano

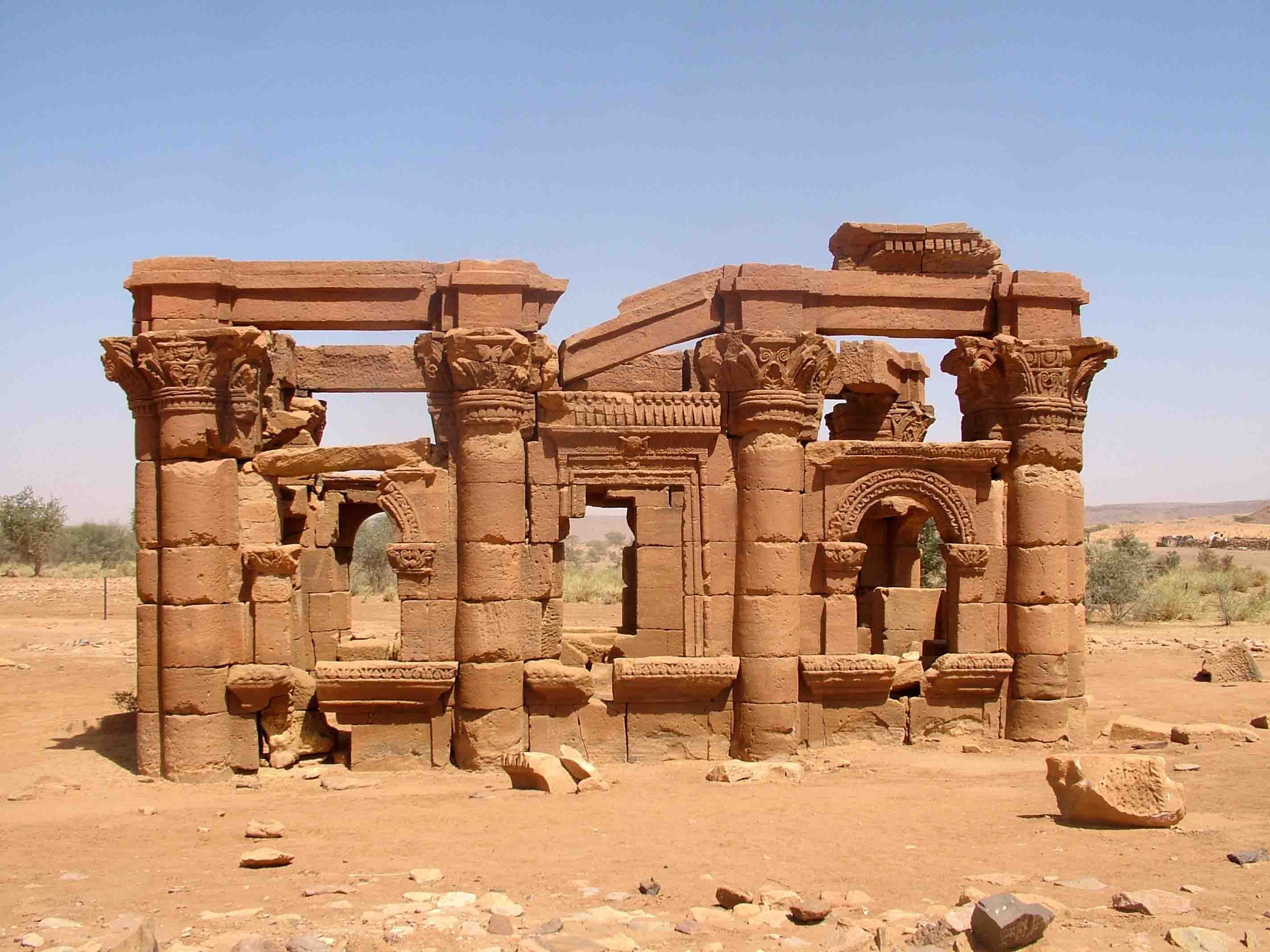
Il chiostro romano

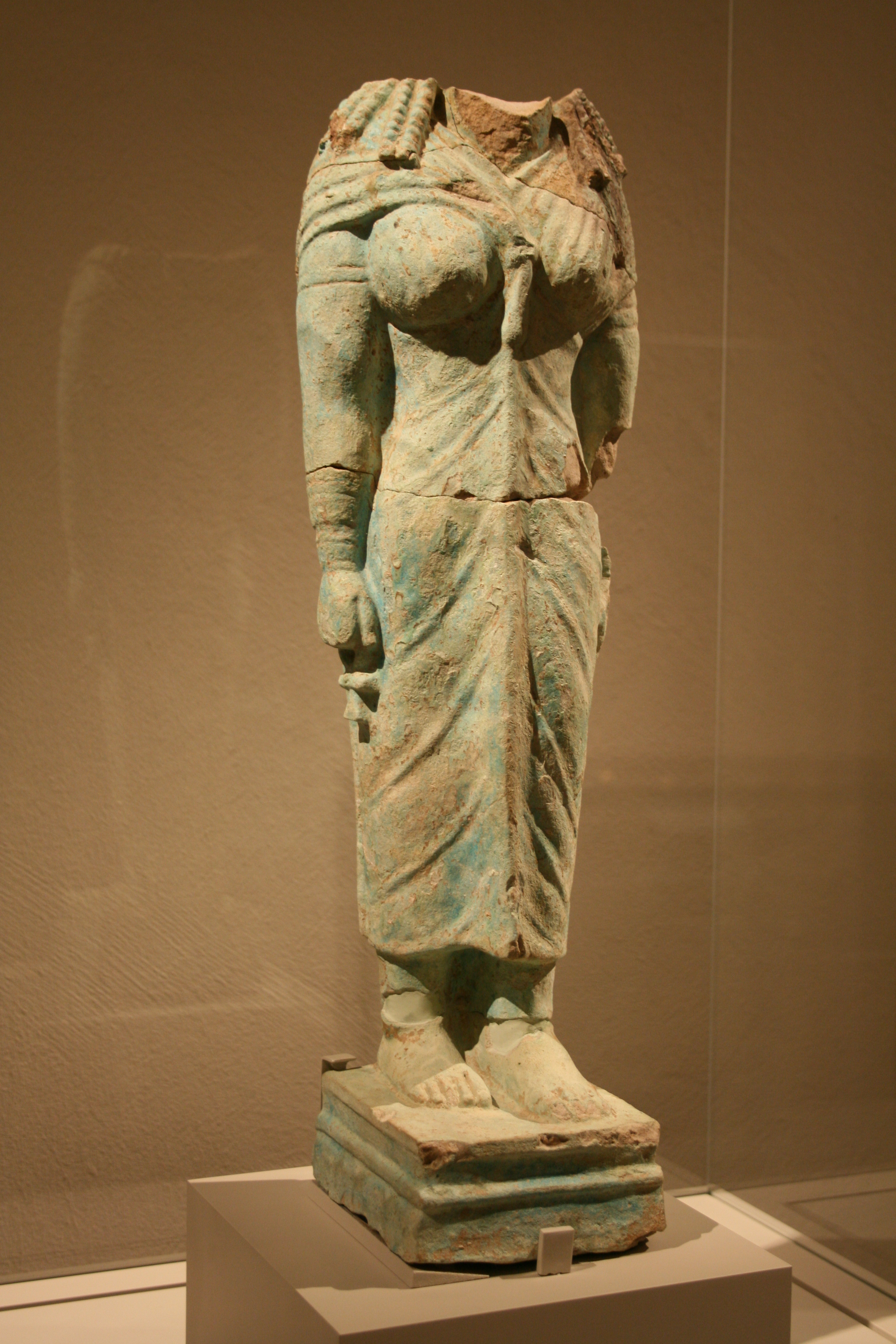
Statua di Iside trovata a Naqa, ora visibile nel Museo Egizio di Berlino

Il cosiddetto chiostro romano è un piccolo tempio, situato vicino al tempio di Apedemak, con forti influssi ellenistici greco-romani. L'ingresso al chiosco è egizio ed è sormontato da un architrave con una fila di urei sacri (cobra) ma i lati sono costituiti da colonne con floridi capitelli corinzi e finestre ad arco in stile romano. Recenti scavi presso l'edificio hanno dimostrato che probabilmente era dedicato al culto di Hathor. La dea Iside era nota per aver assorbito alcune caratteristiche di Hathor.

### Tempio 500
Il cosiddetto tempio 500 fu costruito da Shanakdakhete verso il 135 d.C. ai piedi delle scogliere di arenaria di Jabal Naqa ed è la più antica struttura di tutto il sito. I testi sulle pareti del tempio sono i più antichi scritti conosciuti in geroglifici meroitici. A giudicare dai rilievi, il tempio era dedicato alla triade tebana di Amun, Mut e Khonsu, così come ad Apedemak. Nel 1834 Giuseppe Ferlini, un esploratore responsabile della distruzione di più di 40 piramidi, scoprì un tesoro molto danneggiato. Da allora sono stati effettuati scavi e restauri.

## Fonti
1. ↑  (EN) Island of Meroe, in UNESCO, 2011.
2. 1 2 3 4 5 6  (EN) P. Clammer, Sudan, Bradt Travel Guides, 2005,  pp. 128–131, ISBN 978-1-84162-114-2.
3. 1 2 3  (EN) Naga Project (Central Sudan), in Poznań Archaeological Museum (archiviato dall'url originale il 17 gennaio 2018).
4. ↑  (PL) MAREK CHłODNICKI, Lech Krzyżaniak (1940–2004), in Varia MittSAG, 2004,  pp. 196–197 (archiviato dall'url originale il 13 marzo 2023).
5. ↑  (PL) Lech Krzyżaniak, su Muzarp.poznan.pl (archiviato dall'url originale il 13 marzo 2023).
6. ↑  (EN) History of the archaeological sites of Sudan, su Wata. URL consultato il 4 marzo 2020.
7. ↑  ZDF-"Heute-Journal", 12 gennaio 2006
8. ↑   Claude Traunecker, The Gods of Egypt, Cornell University Press, 2001,  p. 106, ISBN 0-8014-3834-9.
9. ↑  (EN) Randi Haaland, 4, in African Archaeological Review, vol. 31, dicembre 2014,  pp. 649–673, ISSN 0263-0338 (WC · ACNP).
10. ↑  (EN) R. E. Witt, Isis in the Ancient World, 1997,  p. 7, ISBN 0-8018-5642-6.
11. ↑  (EN) Veronica Ions, Egyptian Mythology, Paul Hamlyn, 1968, ISBN 0-600-02365-6.
12. ↑  (EN) Derek A. Welsby, The kingdom of Kush: the Napatan and Meroitic empire, Princeton, New Jersey, Markus Wiener, 1998,  pp. 86, 185.